# Popowia fusca
Popowia fusca là một loài thực vật thuộc họ Annonaceae. Loài này có ở Malaysia và Singapore.